# Pavel Černý
Pavel Černý (* 11. Oktober 1962 in Nové Město nad Metují) ist ein ehemaliger tschechischer Fußballspieler.

## Karriere
Pavel Černý spielte in seiner Jugend für Spartak Nové Město nad Metují. 1979 wechselte der Stürmer zu Spartak Hradec Králové. Seinen Wehrdienst absolvierte er von 1981 bis 1983 bei den Vereinen VTJ Tábor, VTJ Jindřichův Hradec und VTJ Hodonín und kehrte anschließend nach Hradec Králové zurück.
1987 gelang Spartak der Aufstieg in die 1. Liga und Pavel Černý gelangen in seiner ersten Erstligasaison elf Tore in 29 Spielen. In der folgenden Saison traf Černý 13 Mal in 30 Spielen, konnte aber den Abstieg seiner Mannschaft nicht verhindern. Am 5. September 1989 machte er sein erstes von insgesamt vier Länderspielen für die Tschechoslowakische Nationalmannschaft. Anfang 1990 wurde er vom Spitzenverein Sparta Prag gekauft und schoss in 15 Rückrundenspielen sieben Tore. Auch in den folgenden beiden Jahren war er mit elf respektive 13 Treffern erfolgreich. Insgesamt machte Pavel Černý 125 Spiele in der 1. Tschechoslowakischen Liga, in denen er 55 Tore schoss.
1992 wechselte Černý in die J. League zu Sanfrecce Hiroshima, mit dem er 1994 das Finale um die Japanische Meisterschaft erreichte. Sanfrecce unterlag Verdy Kawasaki zwei Mal mit 0:1. 1995 kehrte der inzwischen 32-jährige Černý zum SK Hradec Králové zurück und gewann 1995 den Tschechischen Pokal. In der Saison 1995/96 schoss er in 26 Spielen zehn Tore.
In den folgenden Jahren, obwohl regelmäßig eingesetzt, ging seine Trefferquote merklich zurück. Von 1996 bis 2000 gelangem ihm nur noch 12 Tore. In diesem Jahr stieg der SK Hradec Králové in die 2. Liga ab. Dort wurde Černý, inzwischen 38 Jahre alt, mit 17 Toren in 29 Spielen ältester Torschützenkönig aller Zeiten. Hradec Králové schaffte den sofortigen Wiederaufstieg, Pavel Černý hängte noch eine Saison an und feierte am 10. Mai 2002 an der Seite seines 17-jährigen Sohnes Pavel Černý junior seinen Abschied vom Profifußball.
Anschließend spielte Pavel Černý für Atlantic Lázně Bohdaneč, Jiskra Hořice und FK Černilov.